# 劉超
劉超（りゅう ちょう、生年不詳 - 329年）は、中国の晋代の官僚・軍人。字は世瑜。本貫は琅邪郡臨沂県。

## 経歴
琅邪国上軍将軍の劉和の子として生まれた。漢の城陽景王劉章の後裔とされる。はじめ県の小吏となり、しばらくして琅邪国記室掾に転じた。忠勤が認められて琅邪王司馬睿の抜擢を受け、司馬睿に近侍して長江を南に渡った。安東府舎人に転じて、文章を管掌した。司馬睿により丞相府が建てられると、劉超はその下でまた舎人をつとめた。劉超の筆跡は司馬睿のものと似ており、機密を厳重に守ったため、重用された。側近としての功労により、原郷亭侯の爵位を受け、行参軍に転じた。
東晋が建てられると、劉超は中書舎人となり、騎都尉・奉朝請に任じられた。建国当初の体制の安定しないなか、劉超は元帝（司馬睿）の出す公文書を管理した。身辺は清廉で家には財産がなく、元帝が賞賜を与えようとすると、辞退するのが常であった。ほどなく句容県令に任じられて出向し、善政で知られた。後に入朝して中書通事郎となった。永昌元年（322年）、父が死去すると、服喪のために官を辞した。葬儀を終えると、王敦が挙兵したため、劉超は元帝の命により復職し、安東上将軍を兼ねた。官軍が敗北すると、劉超はひとり兵を率いて元帝を護衛したため、元帝は感銘を受けて、喪礼を終わらせるために劉超を帰郷させた。銭鳳が反乱を起こすと、劉超は義士を糾合して、明帝に従い銭鳳を討った。反乱が鎮圧されると、劉超は功績により零陵伯に封じられた。義興郡太守として出向し、しばらくして建康に召還され、中書侍郎に任じられた。太寧3年（325年）、明帝が死去し、皇太后庾文君が臨朝称制すると、劉超は射声校尉に転じた。ときに軍校に兵がいなかったため、義興出身者の多くが志願して劉超に従った。劉超がかれらを率いて宿衛すると、「君子営」と号した。咸和元年（326年）、母が死去したため、劉超は官を去って喪に服した。
咸和2年（327年）、蘇峻が蘇峻の乱を起こすと、劉超は趙胤に代わって左衛将軍となった。咸和3年（328年）、建康が陥落すると、劉超は王導により右衛将軍とされ、成帝のそばに近侍した。庾太后が死去すると、劉超は将士を率いて葬列を山陵に送った。蘇峻が成帝に石頭城に移るよう迫ると、大雨のために道路が冠水するなか、劉超は侍中の鍾雅とともに徒歩で成帝の一行を護衛した。禍難の最中ではあったが、8歳の成帝に対して、劉超は『孝経』や『論語』を教授した。蘇峻は温嶠らの朝士を忌み嫌ったが、とくに石頭城で成帝への忠実な態度を崩さない劉超らを最も警戒した。咸和4年（329年）、劉超は懐徳県令の匡術や建康県令の管旆らと図って、成帝を連れての脱出を計画した。しかし秘密は漏れ、蘇逸の派遣した任譲らの兵に捕らえられ、殺害された。反乱平定後に衛尉の位を追贈された。諡は忠といった。
子の劉訥が後を嗣ぎ、中書侍郎や下邳国内史を歴任した。

## 伝記資料
- 『晋書』巻70 列伝第40